# Ludwig Münz (Kunsthistoriker)
Ludwig Münz (geboren 6. Januar 1889 in Wien, Österreich-Ungarn; gestorben 7. März 1957 in München) war ein österreichischer Kunsthistoriker.

## Leben
Ludwig Münz war ein Sohn des Journalisten Bernhard Münz (1857–1921) und der Josefine Labin. Der Bibliothekar Bernhard Münz und der Journalist Sigmund Münz waren mit ihm verwandt. Münz heiratete 1937 Maria Fijala Zornig.
Münz studierte Jura an der Universität Wien und wurde 1914 promoviert. Münz war 1912 Einjährig-Freiwilliger und war von 1914 bis 1918 als Reserveleutnant Soldat im Ersten Weltkrieg. Vor Kriegsausbruch begann er ein Studium der Philosophie und Kunstgeschichte in Wien und setzte dieses nach 1918 bei Max Dvořák fort, der allerdings 1921 starb. Nebenher war er Dozent an der Volkshochschule 5 Wien und bei der Urania. Ab 1922 forschte er in Hamburg in der Kulturwissenschaftlichen Bibliothek Warburg bei Fritz Saxl und Erwin Panofsky, seine an der Universität Hamburg eingereichte Dissertation Über Rembrandts Einfluss auf die Kunst des 18. Jahrhunderts wurde 1923 von der Philosophischen Fakultät aus antisemitischen Gründen nicht angenommen.
1924 publizierte er einen Aufsatz über Rembrandt und Ferdinand Bol.
Münz kehrte 1926 nach Wien zurück und lebte mit Unterstützung der Familie als Privatgelehrter. Er gab 1931 Das holländische Gruppenporträt, ein bedeutendes Werk von Alois Riegl, neu heraus und publizierte nach dessen Tod die Werke von Adolf Loos. Am Blindeninstitut Hohe Warte forschte er an Skulpturarbeiten blinder Kinder zu psychologischen Fragen der Kreativität und sorgte dort mit Viktor Löwenfeld für eine Neuorganisation des Kunstunterrichts. Zusammen mit Ernst Garger stellte er 1933 die Antiken im Wiener Kunstgewerbemuseum neu auf.
Münz war mit Karl Kraus und Oskar Kokoschka befreundet und ein Gegner der in Österreich, trotz ihres Verbots im Ständestaat, agierenden Nationalsozialisten. Nach dem Anschluss Österreichs im März 1938 konnte er der nationalsozialistischen Verfolgung entkommen und gelangte nach England, nach Ausbruch des Zweiten Weltkriegs wurde Münz dort 1940 als Enemy Alien interniert. Auf Betreiben der Mitarbeiter des Warburg Institutes wurde er freigelassen und arbeitete an den Radierungen von Rembrandt und dessen Nachfolgern. Er studierte Malarbeiten von Patienten der Psychiatrie des Maudsley Hospital in London.
Nach Kriegsende kehrte Münz nach Wien zurück und wurde 1947 zum Leiter der Gemäldegalerie der Akademie der bildenden Künste bestellt. Seine Aufgabe war zunächst die bauliche Rekonstruktion des kriegsbeschädigten Gebäudes und die Wiederaufnahme der Schauausstellung, Münz gab eine Reihe neuer Ausstellungsführer heraus. 1952 erschien sein Werk über die Radierungen Rembrandts. 1955 erhielt er den österreichischen Professorentitel.
1957 fuhr Münz nach München zu einem Rembrandt-Kongress im Zentralinstitut für Kunstgeschichte und erlitt, als er die Diskussionsrunde eröffnete, einen tödlichen Herzinfarkt. Sein Buch über die Zeichnungen des Pieter Bruegel erschien postum.

## Schriften (Auswahl)
- (Hrsg.): Alois Riegl: Das holländische Gruppenporträt. Wien: Staatsdruckerei, 1931
- Die Kunst Rembrandts und Goethes Sehen. Leipzig: Keller, 1934
- mit Viktor Löwenfeld: Plastische Arbeiten Blinder. Brünn: Rohrer, 1935
- Akademie der bildenden Künste im Wien : Katalog des wiedereröffneten Teiles der Gemäldegalerie ; Frühj. 1948. Wien: Schroll, 1948
- Goethes Zeichnungen und Radierungen. Wien: Österreichische Staatsdruckerei, 1950
- Rembrandt's Etchings: Reproductions of the Whole Original Etched work by Rembrandt Harmenszoon van Rijn, 1606–1669. 2 Bände. London: Phaidon Press, 1952
- Rembrandt. New York: Abrams 1954
  - Rembrandt. Übersetzung Susanne B. Milczewsky. Köln: DuMont Schauberg, 1967
- Bruegel Zeichnungen. Köln: Phaidon, 1962
- Gustav Künstler: Der Architekt Adolf Loos: Darstellung seines Schaffens nach Werkgruppen. Chronolog. Werkverzeichnis. Wien: Schroll, 1964